# Czesław Tabaczyński
kpt. Czesław Tabaczyński (ur. ok. 1829, zm. 1863 lub później) – dow. 2 kompanii strzeleckiej (100 ludzi) Oddziału Andrzeja Łopackiego, oficer austriacki, organizator i dowódca oddziału w powstaniu styczniowym, pod rozkazami Kurowskiego i Dionizego Czachowskiego, gen. Józefa Hauke-Bosaka.
Miał brata Stanisława (1831-1909) też dowódcę oddziału powstańczego, i jeszcze jednego; przypuszczalnie Karola, poległego 18 marca 1863 r. pod Giebułtowem (upamiętnionego na kopcu na cmentarzu w Tarnowie).
W powstaniu styczniowym dowodził w Oddziale Łopackiego, którego droga wiodła przez Baranów, Michniów, lasy wąchockie - aż do Wierzbnika. 
Został ranny 22 kwietnia 1863 r. w bitwie pod Stefankowem.